# 小行星21718
小行星21718（21718 Cheonghapark）是一颗绕太阳运转的小行星，为主小行星带小行星。该小行星于1999年9月9日发现。

## 轨道参数
小行星21718的轨道半长轴为2.5660819 UA，离心率为0.183。